# Lycophotia marmorea
Lycophotia marmorea är en fjärilsart som beskrevs av Graslin 1863. Lycophotia marmorea ingår i släktet Lycophotia och familjen nattflyn. Inga underarter finns listade i Catalogue of Life.